# Nephrotoma nigrotergata
Nephrotoma nigrotergata är en tvåvingeart som först beskrevs av De Meijere 1924.  Nephrotoma nigrotergata ingår i släktet Nephrotoma och familjen storharkrankar. Inga underarter finns listade i Catalogue of Life.